# HMS Hawke (1891)
«Хоук» (англ. HMS Hawke) — британский бронепалубный крейсер типа «Эдгар», шестой по счёту корабль с таким именем. Был потоплен подводной лодкой  U 9, 15 октября 1914 . Известен своим инцидентом с лайнером «Олимпик»  .

## Служба
В 1897—1898 годах, под командованием сэра Ричарда Пура, участвовал в операции по созданию Критского государства. Транспортировал греческие войска из залива Плантания назад в Грецию.

### Столкновение с «Олимпиком»
20 сентября 1911 года, под командованием Виктора Бланта, в заливе Те-Солент произошло столкновение «Хоука» и лайнера компании «White Star Line» «Олимпик». Был сильно повреждён нос. Последовавшее судебное дело окончилось признанием вины пассажирского корабля.
Причиной столкновения являлось «присасывание судов» — гидродинамическое притяжение судов, следующих параллельными курсами. Основная причина присасывания — специфическое распределение зон повышенного и пониженного давления воды вдоль корпуса самоходного моторного судна. Описание присасывания входит во все современные учебники судовождения, но в начале XX века явление было неизученным.
Присасывание сильнее действует на судно меньшего водоизмещения и приводит к резкому ухудшению управляемости, поэтому современная практика судовождения требует, чтобы судно меньшего размера выполняло обгон более крупного на максимальном расстоянии и на минимально возможной скорости.
Таким образом, с точки зрения современной практики судовождения, виновник столкновения — «Хоук», выполнивший опасный обгон судна большей длины и водоизмещения.
Известный советский популяризатор физики Яков Перельман описал это столкновение в одной из своих книг, объявив его причиной чисто физический эффект — всасывающее действие текущей воды.

### Гибель

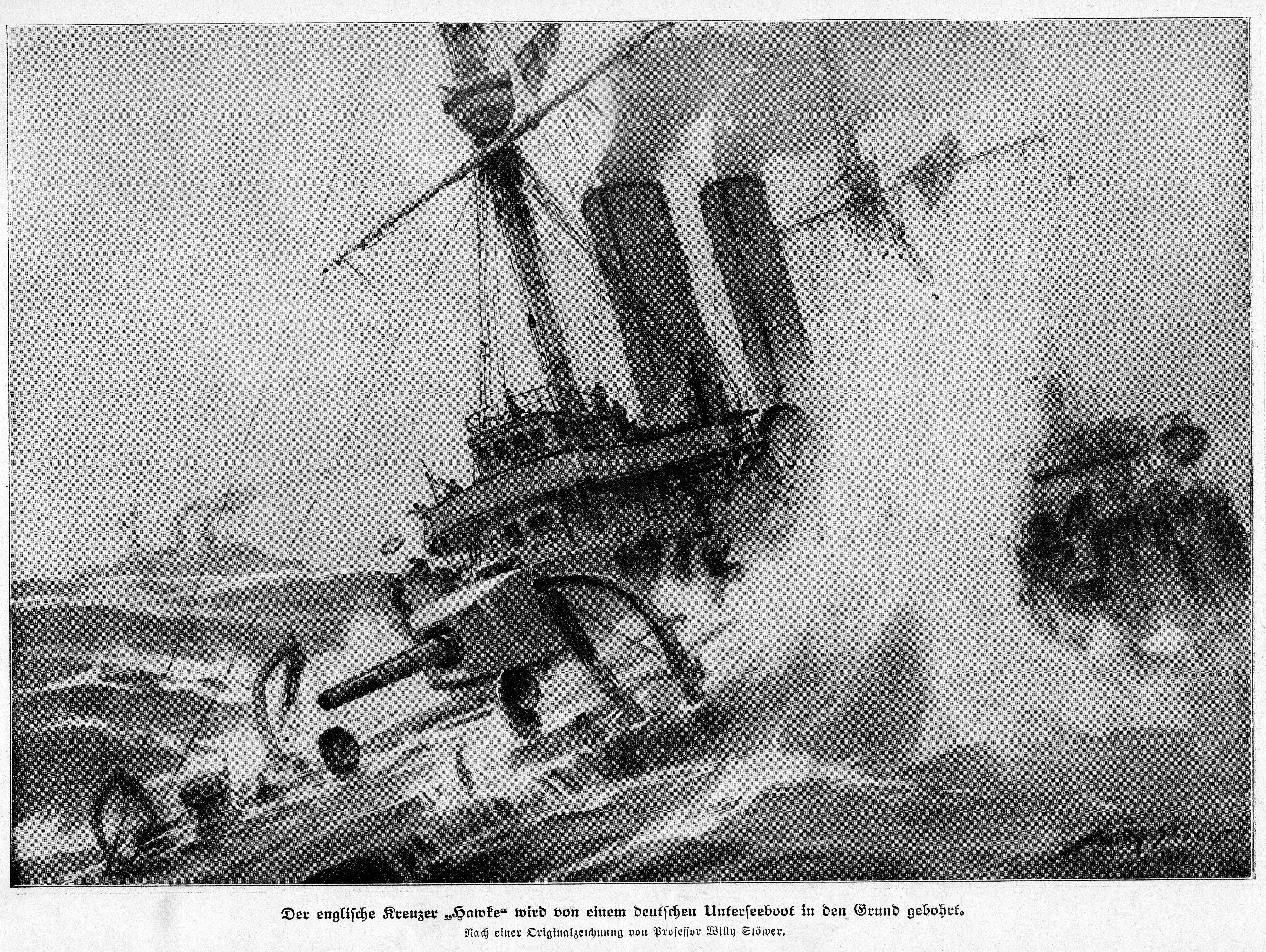
Der englische Kreuzer HAWKE wird von einem deutschen Unterseeboot in den Grund gebohrt. Darstellung von Willy Stoewer 1914

На момент начала Первой мировой войны «Хоук», под командованием капитана Хью Уильямса, находился в Северном море. 14 октября 1914 года был потоплен немецкой подводной лодкой U-9. Первая торпеда была направлена в стоящий рядом «Тесей», но попала в «Хоук», вызвав быстрое затопление и опрокидывание крейсера. Из 594 человек, находившихся на борту, из воды было подобрано лишь 70 членов экипажа, один из которых умер от ран на следующий день. Остальные, в том числе командир корабля, погибли.